# Chironomus koenigi
Chironomus koenigi är en tvåvingeart som först beskrevs av Jean-Jacques Kieffer 1911.  Chironomus koenigi ingår i släktet Chironomus och familjen fjädermyggor.
Artens utbredningsområde är Norge. Inga underarter finns listade i Catalogue of Life.